# 關淳一
關 淳一（せき じゅんいち、關の字は新字体で「関 淳一」とも表記される、1935年（昭和10年）8月13日 - 2024年（令和6年）6月9日）は、第17代大阪市長。医学博士。
大阪府大阪市出身。祖父は社会政策学者で第7代大阪市長の關一（ただし、出生前に一が死去したため、直接の面識はない）。
医師から行政職に転じた経歴を持つ。

## 略歴
- 1935年 - 大阪市に生まれる。
- 1961年 - 大阪市立大学医学部医学科卒業。同大助手、講師を歴任。
- 1987年 - 大阪市立桃山市民病院副院長兼第一内科長に就任。
- 1992年 - 大阪市環境保健局長に就任。
- 1995年 - 大阪市助役に就任。
- 1999年 - 大阪市助役に再任。
- 2003年 - 第17代大阪市長に就任。
- 2005年 - 10月に市長を辞任。11月の出直し市長選で再選される。
- 2007年 - 3選を目指した選挙で落選し、大阪市長退任（12月18日付）。
- 2010年 - 社団法人日本WHO協会理事長就任。
- 2024年6月9日 - 死去[2]。

## 経歴
2期8年にわたって市長をつとめた磯村隆文の下で助役を務め、磯村の後継候補として2003年の市長選挙に日本共産党を除く各政党の相乗り推薦を得て出馬、元大阪城天守閣館長の渡辺武（日本共産党推薦）らを破り当選。就任当初、助役に弁護士の大平光代を起用し、異例の市役所外部からの人事として話題となった。
2004年以降、報道された大阪市職員厚遇問題に端を発する、市役所の体質への非難を受けて（詳細は大阪市の不祥事を参照）、上山信一ら外部有識者の助言を得て市政改革に取り組んだ。市の同和行政の不祥事に際しては、自身の環境保健局長と助役時代に芦原病院への無担保融資として46億円を決裁していたことが問題視された。2005年10月には、市政改革への信を問うために任期途中で突如辞任し、出直し選挙戦に自民党・公明党の推薦を得て出馬。前衆議院議員（民主党）の辻恵や前大阪市会議員の姫野浄（日本共産党推薦）らを破り再選。なお、助役の一人として市政改革を推進していた大平は、この選挙前に辞任している。
任期中に取り組んだ主な施策は以下のとおりである。
- 市政改革本部を中心に、外部有識者の協力のもと行財政改革を推進
  - 各局・各区に改革の内容を示したマニフェストを作成させる
  - 大阪市交通局（大阪市営地下鉄・大阪市営バス）の経営形態について、完全民営化も視野に入れた検討を指示[注 1]
  - 情報公開の推進・コンプライアンス遵守のための制度整備
  - 職員新規採用の凍結
  - 「府市連携協議会」を通じて、大阪府と二重行政の解消をめざして協議を行う
- 都市経営の指針として、アーツとビジネスの融合した創造性豊かな都市をめざす「創造都市戦略」を掲げる
  - 創業支援体制の整備
  - 市立博物館施設の有効活用
  - 大学・研究機関の誘致・提携
    - 慶應義塾大学・同済大学（中国）・カーネギーメロン大学（米）の大阪拠点誘致
    - 大阪大学・大学コンソーシアム大阪・大阪樟蔭女子大学との連携協定締結
    - 大阪市立大学との「新時代パートナーシップ協議会」設置

2007年11月4日告示、18日に投開票が行われた大阪市長選挙に、3選を目指して出馬表明し、これまでと同様に自民党・公明党から推薦を受けた。しかし、市交通局の民営化方針をはじめとする關の市政改革の方向性に反発した両党の一部市議が、橋爪紳也の支援へ傾いたため支持を固めきれず、民主党・国民新党が推薦する平松邦夫に敗れ、落選。以降は2024年に至るまで、關のような大阪市幹部職員出身の市長は誕生していない。
その後は政界を引退し、政治的な発言も暫く無かったが、2015年大阪市長選挙では、かつて市長選を争った平松邦夫と共に、柳本顕（自民党推薦、民主党・日本共産党自主支援）の支援を表明した。
2024年6月9日、死去。88歳没。

## その他
- 従来、釜ヶ崎などの日雇い労働者やホームレスなどは、釜ヶ崎解放会館などに便宜上の住所登録を行うことが黙認されていた（市当局は認知していなかったとされる）。しかし、2006年12月にこのことが表面化すると、2007年3月29日、彼らの住民票を抹消、公民権を剥奪した。統一地方選挙による、大阪市議選告示前日のことであった。その後、これまで登録を黙認していた職員を処分した。